# Morska sol
Morska sol je sol, ki nastane z izhlapevanjem morske vode. Uporablja se kot začimba v živilih, kuhanju, kozmetiki in za konzerviranje hrane. Tako kot pridobljeno kameno sol so tudi morsko sol pridobivali že v prazgodovini.

## Sestava
Danes se na trgu dostopne morske soli po svoji kemijski sestavi zelo razlikujejo. Čeprav je glavna sestavina natrijev klorid, lahko preostali delež znaša od manj kot 0,2 do 10 % drugih soli. To so večinoma kalcijeve, kalijeve in magnezijeve soli klorida in sulfata z bistveno manjšimi količinami številnih elementov v sledovih, ki jih najdemo v naravni morski vodi. Čeprav se sestava komercialno dostopne soli lahko razlikuje, je ionska sestava naravne slane vode razmeroma konstantna.
| Koncentracija iona v morski vodi | mg/l   |
| -------------------------------- | ------ |
| Klorid                           | 18 980 |
| Natrij                           | 10 556 |
| Sulfat                           | 2 649  |
| Magnezij                         | 1 262  |
| Kalcij                           | 400    |
| Kalij                            | 380    |
| Bikarbonat                       | 140    |
| Bromid                           | 65     |
| Borat                            | 26     |
| Stroncij                         | 13     |
| Fluorid                          | 1      |
| Silikat                          | 1      |
| Jodid                            | <1     |
| Skupno raztopljene trdne snovi   | 34 483 |

## Zgodovinska produkcija
Morska sol je omenjena v budističnem spisu Vinaya Pitaka, sestavljenem sredi 5. stoletja pred našim štetjem. Načelo proizvodnje je izhlapevanje vode iz morske slanice. V toplem in suhem podnebju je to mogoče v celoti doseči z uporabo sončne energije, v drugih podnebjih pa so bili uporabljeni viri goriva. Sodobno proizvodnjo morske soli skoraj v celoti najdemo v sredozemskem in drugih toplih in suhih podnebjih.
Takšnim krajem danes pravijo soline. Starodavne ali srednjeveške soline so bile ustanovljene tam, kjer je bilo:
1. Dostop do trga za sol
2. Nizka plitva obala, zaščitena pred izpostavljenostjo odprtemu morju
3. Poceni in enostavno obdelana zaloga goriva ali po možnosti sonce
4. Druga trgovina, na primer pastirsko kmetovanje ali strojenje, ki jim je koristila bližina solin (s proizvodnjo usnja, soljenega mesa itd.), ki je solinam zagotovila lokalni trg.

Na ta način so se močvirja, pašniki (soljenje) in soline medsebojno ekonomsko dopolnjevale. Takšen je bil vzorec v rimskem in srednjeveškem obdobju marsikje po Evropi. Tam je plima prinesla slanico, obsežne soline so poskrbele za pašnike, mokrišča in barja so zagotovila šoto in včasih je posijalo sonce.
Razredčena slanica morja je v veliki meri izhlapela s pomočjo sonca. Na rimskih območjih so to storili z uporabo keramičnih posod, znanih kot briquetage. Delavci so koncentrirano sol in blato strgali in sprali s čisto morsko vodo, da so se nečistoče umirile iz zdaj zgoščene slanice. Slanico so natočili v plitve bazene (rahlo pečene iz lokalne morske gline) in jih postavili na glinaste stebre v velikosti pesti nad šotnim ognjem za končno izhlapevanje. Nato so posušeno sol postrgali in prodali.
V kolonialnem Novem svetu so iz Afrike pripeljali sužnje, da so grabili sol na različnih otokih v Zahodni Indiji, na Bahamih in zlasti na otokih Turks in Caicos.
Danes sol z oznako morska sol v ZDA morda dejansko ne prihaja iz morja, če izpolnjuje zahteve FDA glede čistosti. Vse izkopane soli so bile prvotno morske soli, saj so v neki daljni preteklosti izvirale iz morskega vira, običajno iz uparjajočega se plitvega morja.

## Okus
Nekateri gurmani verjamejo, da je morska sol boljšega okusa in boljše teksture kot običajna namizna kuhinjska sol. Pri aplikacijah, ki obdržijo bolj grobo teksturo morske soli, lahko zagotovi drugačen občutek v ustih in lahko spremeni okus zaradi različne stopnje raztapljanja. Vsebnost mineralov tudi vpliva na okus. Barve in raznolikost okusov so posledica lokalnih glin in alg, ki jih najdemo v vodah, iz katerih nabiramo sol. Na primer, nekatere butične soli iz Koreje in Francije so rožnato sive, nekatere iz Indije so črne. Črni in rdeči soli s Havajev so morda dodali celo črno lavo v prahu in pečeno rdečo glino. Nekatera morska sol vsebuje sulfate. Morda je težko ločiti morsko sol od drugih soli, na primer rožnate himalajske soli, soli Maras iz starodavnih inkovskih vročih vrelcev ali kamene soli (halit).
Sol črne lave je tržni izraz za morsko sol, pridobljeno iz različnih krajev po svetu, ki je bila pomešana in obarvana z aktivnim ogljem. Sol se uporablja kot okrasna začimba, ki jo pokažemo na mizi.

## Zdravje
Hranilna vrednost morske soli in namizne kuhinjske soli je približno enaka, saj sta obe predvsem natrijev klorid. Namizna sol je za odstranjevanje mineralov bolj predelana kot morska sol in običajno vsebuje dodatek, kot je silicijev dioksid, da se prepreči strjevanje.
Jod, ki je bistven za zdravje ljudi , je v morski soli prisoten le v majhnih količinah. Jodirana sol je kuhinjska sol, pomešana z majhno količino različnih soli elementa joda.
Študije so odkrile nekaj mikroplastične kontaminacije morske soli iz ZDA, Evrope in Kitajske. Dokazano je tudi, da morsko sol onesnažujejo glive, ki lahko povzročijo kvarjenje hrane, pa tudi nekatere, ki so lahko mikotoksigene.
V tradicionalni korejski kuhinji jugyeom (죽염, 竹 鹽), kar pomeni 'bambusova sol', pripravimo tako, da sol pražimo pri temperaturah med 800 in 2000 °C  v posodi iz bambusa, ki je na obeh koncih zamašena z blatom. Ta izdelek absorbira minerale iz bambusa in blata in dokazano povečuje antiklastogene in antimutagene lastnosti fermentirane sojine paste, ki je v Koreji znana kot doenjang.